# Járókelő-effektus
A járókelő-effektus (angolul: bystander effect) a szociálpszichológiai elnevezése annak a(z azóta vitatott) jelenségnek, hogy minél többen tudnának segíteni egy rászorulónak, annál kisebb az esélye, hogy segít neki valaki. Az egyik legerősebb és legjobban reprodukálható effektus a pszichológiában. Ennek a hátterében többféle mechanizmus van: bizonytalanság, csoportkohézió és a felelősség megoszlása.
Nem mindig és nem minden kultúrában érvényesül. Ha az áldozatot, illetve a sérültet a bámészkodó járókelők maguk közül valónak fogadják el, akkor a falkaszellem az ellenkezőjére képes fordítani a hatást.

## Kutatások
A járókelő-effektust Kitty Genovese 1964-es meggyilkolása után kezdték el vizsgálni. A New York Times 37-en látták a gyilkosságot, de senki sem hívta a rendőrséget (37 Who Saw Murder Didn’t Call The Police) című, a valóságot erősen elferdítő cikke szerint: „amikor Kitty Genovese azon a márciusi kora reggelen munkájából hazafelé tartott, lakásának kapuja előtt megtámadták. Támadója többször megszúrta, de Genovese-nek sikerült eltámolyognia az utcasarokra, ahol segítségért kiáltott. Miközben a környező lakásokban fények gyulladtak, támadója visszatért és újra szúrt. Végül a támadás kezdete után több mint fél órával Kitty Genovese meghalt.”
A nyomozás kiderítette, hogy legalább harmincnyolc ember hallotta segélykiáltásait vagy látta a támadás részleteit, de senki sem értesítette a hatóságokat.

### A cikk cáfolata
2004-ben Jim Rasenberger megcáfolta, hogy ennyire megkésve reagált volna a közösség a támadásra, amit pár évvel később többen is megerősítettek. Egyben bebizonyította, hogy a New York Times cikke nem felel meg a valóságnak, ugyanis többen is próbáltak segíteni a probléma felismerésétől fogva.

### Az eredeti újságcikk alapján végzett vizsgálatok
Az újságcikk hatására John Darley és Bibb Latané (1968) számos kísérletet végzett annak megértésére, miért nem segítenek az emberek a rászorulóknak. Azt gyanították, hogy a szomszédok passzivitása a többi szemtanú jelenlétére vezethető vissza, ami befolyásolta döntésüket abban, hogy a segítségnyújtás az ő felelősségük-e vagy sem. Darley és Latané megkezdték laboratóriumban vizsgálni a segítségnyújtás ezen aspektusát.
Az ilyen kísérletekben általában eljátszottak valamilyen vészhelyzetet, és mérték, hogy a kísérleti alanyok mennyi idő után avatkoznak be (ha egyáltalán); az első, 1968-as kísérletben az alanyok azt hitték, hogy az egyetemi élet problémáival kapcsolatos csoportvitára jelentkeznek résztvevőnek. Mindegyik kísérleti személyt egy-egy külön kabinba ültették be, mely fel volt szerelve a kommunikációt lehetővé tevő szerkezetekkel. Minden egyes alkalommal csak egy igazi kísérleti személy vett részt, de mindegyikük úgy vélte, hogy legalább egy, kettő vagy öt másik csoporttag is jelen van még.  A kísérleti személyek hallották, hogy az egyik "csoporttagnak" epilepsziás rohama lett, segítségért kiáltozott, majd hirtelen elhallgatott. A kísérletek rendre azt találták, hogy ha a kísérleti alanyon és az ál-áldozaton kívül mások is jelen voltak, az jelentősen lassította a válaszidőt. A kísérleti személyek reakciói attól függtek, hogy mások hallották-e a segélykérést. Minél több résztvevő volt jelen a kísérleti személy tudomása szerint, annál kisebb valószínűséggel érezte úgy, hogy segítenie kell. Például Latané és Judith Rodin 1969-es kísérletében az alanyok 70%-a ment oda segíteni egy nőnek, aki látszólag elesett és megsérült, ha csak ketten voltak a teremben; de csak 40%-uk, ha mások is voltak ott.
További kutatásokat végeztek Philpot és társai, brit, dél-afrikai és holland erőszakos támadások elemzésével, illetve bolti kamerák felvételeinek felhasználásával. Cikkükben hosszasan elemzik azt is, hogy mikor melyik hatás hogyan érvényesült, és hogy a különféle kísérleteknek milyen korlátjaik vannak.
Abban, hogy az emberek nem segítenek az arra láthatóan rászorulóknak, számos hatás játszik közre: bizonytalanok benne, hogy valóban szükséges-e, vagy hogy alkalmasak-e a segítségnyújtásra; aggódnak amiatt, hogy ha megpróbálják, de elrontják, nekik is bajuk eshet; nem éreznek szolidaritást a segítségre szorulóval; mivel senki más nem segít, ezt érzik normálisnak és nem akarnak kilógni a sorból (csoportnyomás); úgy érzik, nem az ő feladatuk, segítsen valaki más. A járókelő-effektust leginkább az utolsó okozza; minél több a szemlélő, annál inkább úgy érzi mindegyik, hogy nem az ő felelőssége, hiszen annyian vannak még ott.
A járókelő-effektus ellensúlyozására számos országban jó szamaritánus-törvényeket vezettek be, amik korlátozzák a segítségnyújtó felelősségét az elhibázott beavatkozásért, vagy egyenesen felelőssé teszik a segítségnyújtás elmulasztásáért.

## A körülmények szerepe
Latané és Darley további három kísérletet szervezett, hogy a nem vészhelyzeti eseteket is modellezze.  Eredményeik azt mutatják, hogy igenis számít, hogyan kér segítséget az, akinek segítség kell. Az egyik helyzetben megkérdezte annak a nevét, akihez fordult. Többen igazították útba, mint különben. Egy másik helyzetben pénzt kért. Hogyha elmagyarázta, hogy ellopták a pénztárcáját, akkor többen adtak  (72%, szemben 34%-kal). Faul, Mark és társaik az EMS által gyűjtött adatok alapján azt találták, hogy a segítségnyújtás korrelált a helyzet súlyosságával.
Latané és Darley szerint a vészhelyzetet a következők jellemzik:
- Sérüléssel vagy annak veszélyével járnak
- Szokatlanok és ritkák
- Egyedi akciót igényelnek
- Megjósolhatatlanok, és előrejelezhetetlenek
- Azonnali cselekvést igényelnek

Ezek alapján a járókelőknek a következő folyamatokon kell végigmenniük:
- Felismerni, hogy gond van
- Értelmezni a helyzetet
- Felelősséget érezni
- Megválasztani a segítségnyújtás módját
- Cselekedni

### Felismerés
Latane és Darley (1968) a Columbia Egyetem hallgatóival végezte el a következő kísérletet. A hallgatók úgy tudták, hogy kísérletre várnak, közben egy tesztet kellett kitölteniük. Hirtelen füst áramlott a terembe. Azok a hallgatók, akik egyedül voltak, szinte azonnal (5 másodpercen belül) jelezték a helyzetet. Ha együtt dolgoztak, akkor az első jelzésig akár 20 másodperc is eltelt.
Latané és Darley ezt úgy magyarázta, hogy csak a társadalmi elvárásoknak feleltek meg. A nyugati kultúrában nem nagyon szabad tétlenül körülnézni, ez udvariatlanság vagy kíváncsiskodás. Emiatt a járókelők inkább csak magukra figyelnek, ha többen is vannak, mint akkor, amikor egyedül.

### Értelmezés
Nem elég felismerni a helyzetet, például a füstöt. Az értelmezésre is hat a csoportgondolkodás. Ha az ember azt látja, hogy mások nem reagálnak, akkor megnyugszik, hogy nincs igazán baj. Például a füstös kísérletben habár észlelték a hallgatók a füstöt, mégsem siettek jelenteni még akkor sem, amikor már akadályozta a látást, irritálta a szemet és a légutakat, ha csoportban voltak. Csak egy hallgató jelentett négy percen belül, és a nyolc csoport közül ötből senki sem jelentett a kísérlet végéig. Ezekben a csoportokban kevésbé tartották veszélyesnek a füstöt, és inkább arra gondoltak, hogy a légkondicionáló szivárog, mint arra, hogy tűz van.
Egy másik kísérletben egy férfi és egy nő vitatkozott az utcán. Ha az derült ki, hogy idegenek, akkor 65% avatkozott közbe. Ha pedig az, hogy férj és feleség, akkor csak 19%.
A legtöbb kísérletet olyan helyzetben végezték, ami igazából nem volt komolyan veszélyes. Ezt 2006-ban tesztelték. Ha kevéssé veszélyes a helyzet, akkor a személy inkább segített, ha egyedül volt, mint akkor, ha többen is voltak. De ha potenciálisan nagy a veszély, akkor ez a különbség eltűnik, és még akkor is segítenek, ha nincsenek egyedül. Ennek az a magyarázata, hogy ekkor jobban fel tudják mérni a helyzet súlyosságát.

### Felelősségérzet
Darley és Latané szerint a felelősségérzet három tényezőtől függ:
- Érzik-e, hogy valóban szükség van-e segítségre
- Kompetencia
- Kapcsolat a bajba kerülttel

### A segítségnyújtás módja
Latané és Darley definíciója:
- Közvetlen segítség, például fuldokló után ugrás
- Közvetett segítség, rendőrség, tűzoltók, mentők hívása

### Megvalósítás
Mindezek után a személynek meg kell valósítania a kiválasztott akciót.
Abraham S. Ross 36 férfi egyetemi hallgatóval végzett kísérleteket, hogy gyerekek jelentében másként viselkednek-e. Az előzetes várakozások szerint a gyerekek jelenléte növeli a segítségnyújtás esélyét, de az eredmény ezt cáfolta.
Egy 2011-es metaelemzés a következőket foglalta össze:
A járókelő-effektus gyengül, ha:
- a helyzet veszélyes
- jelen van egy elkövető
- a beavatkozás költsége fizikai

Mindezek a megállapítások leírhatók az arousal-költség-jutalom modellel.  Mivel a veszélyt hamarabb és jobban felismerik, mint egy nem veszélyes helyzetet, emiatt jobban megnöveli az arousalt, ezzel nagyobb segítőkészséget váltva ki. A fizikai segítségnyújtás valószínűsége nagyobb, és az effektus gyengébb, ha:
- csak férfiak vannak jelen
- nem tudnak az előzményekről
- ismerik az áldozatot

Stanley Milgram szerint az effektus azoknak a stratégiáknak a mellékterméke, amelyekkel a normál helyzetekben elkerülik, hogy idegrendszerüknek túl sok információt kelljen kezelnie. Egyes tapasztalati kutatások támogatják ezt.
Timothy Hart és Ternace Miethe a National Crime Victimization Survey (NCVS) adatait elemezte. Az erőszakos bűncselekmények 65%-ában találkoztak a járókelő-effektussal. A leggyakrabban a testi sértésnél (68%), ezután a rablásnál (49%), és a szexuális bántalmazásnál (28%). A külső szemlélők beavatkozása: nem segített, nem ártott (48%), segített (37%), ártott  (10%), segített és ártott (3%). A támadások fele este történt, az áldozat és a szemlélők nem ismerték egymást, és a legtöbb eset testi sértés volt.

### Kétségek
Ha nem egyértelmű, hogy segítségre van szükség, akkor hosszabb idő múlva érkezik a segítség, mintha a helyzet egyértelmű lenne. Például, ha hallják, hogy elesett valaki, de nem biztos, hogy meg is sérült; szemben azzal, hogy segítségért kiabált. A reakcióidő akár ötszörösére is megnő, ha nem biztos, hogy segíteni kell. Ez a tényező független a jelenlevők létszámától. Kétség esetén hajlamosak inkább a saját biztonságukra figyelni. 

### Helyismeret
Jobb helyismerettel a jelenlévők jobban tudnak segíteni. Tudják, merre vannak a kijáratok, hol lehet segítséget kérni. Helyismeret hiányában a jelenlevők kevésbé segítőkészek.

### Virtuális jelenlevők
Garcia és társai (2002) úgy találták, hogy már az is kiválthatja az effektust, ha a jelenlévő egyedül van, de úgy érzi, hogy rajta kívül mások is jelen vannak.

### Csoporttagság
A csoporttagság is hat a segítőkészségre. Rutkowski és társai megfogalmazásában a csoport tagjai ismerik egymást, és összetartanak. A segítőkészség társadalmi norma, aminek betartását a csoport is segíti. Minél összetartóbb a csoport, annál erősebb a hatása. Kutatók hallgatókból szerveztek csoportokat: két kétfőst és két négyfőst. Az egyik kétfős és az egyik négyfős csoport számára ismerkedést szerveztek, ahol bemutatták őket egymásnak, és hagyták őket beszélgetni, amiről csak akartak. Ez után került sor a tesztre. A legsegítőkészebbnek a szorosabb négyfős csoport bizonyult, míg a gyengébb négyfős csoport a leglassabb volt.
Kutatások szerint inkább segítik egymást azok, akik hasonlóságot találnak egymás között. Ez a járókelő-effektus esetén is így van. Kísérletben egy jelenlevő előbb segített egy olyan rászorulónak, akin az általa támogatott csapat rajongóinak meze volt, mint akár egy minta nélküli pólót viselőnek, akár egy másik csapat szurkolói pólóját viselőnek. De mihelyt lényegessé vált, hogy mindketten focirajongók, a segítőkészség is megnőtt a másik mezt viselővel szemben.
Mark Levine és Simon Crowther (2008) további kapcsolatok jelentőségét fedezték fel. Jelentőssé válhat a nemi identitás, a társadalmi helyzet is. Megerősítették más kutatók eredményeit, hogy a nagyobb baráti társaságok inkább segítőkészek, mint a kisebbek, és az ismeretlenekből álló jelenlevő csoportok. Ez a hatás azonban más körülményektől is függ.
Ezek az eredmények a csoportgondolkodás mellett magyarázhatók az önkategorizálással és az empátiával, és az önazonossággal. Egy tag sérülése, szenvedése az egész csoportot gyengíti. A megosztott azonosság miatt a többi tag jobban azonosul a segítségre szorulóval. Az azonosságérzet és az empátia együtt megjósolta a segítőkészséget, ám az empátia önmagában nem.

### Kultúra
Kínai események, mint Wang Yue halála további kutatást váltottak ki. Wang Yue egy kétéves kislány volt, akit két sofőr is elgázolt. 18-an mentek el mellette, és a végén egy utcaseprő vitte kórházba, ahol nyolc nap múlva meghalt. Mindkét sofőrt cserbenhagyás miatt letartóztatták. 
Egy másik eset, ami felkerült a Youtube-ra:  Shanghai metróállomásáról kiözönlő emberek, akik ügyet sem vetnek egy elájult idegenre.
Yunxiang Yan, az UCLA antropológusa szerint ennek oka a kínai társadalom hagyományos berendezkedése. A falu, mint közösség összetartott, és az idegenekkel szemben bizalmatlan volt, és lehetőleg ki is használta őket. Az idegenek kezelése a modern kínai társadalom egyik nagy problémája.
A brit Lancasteri Egyetem kutatói Richard Philpot vezetésével éppen ellenkező véleményre jutottak, brit, dél-afrikai és holland erőszakos támadások elemzésével. Ugyanakkor bolti kamerák felvételei éppen a járókelő-effektust erősítették meg.

### A felelősség megoszlása
Darley és Latané (1968) kutatásai a felelősség megoszlására utalnak. Azaz, ha a jelenlevő nincs egyedül, akkor minél többen vannak, annál kevésbé hajlamosak segíteni, és ha segítenek, akkor annál lassabbak. Ez a kontextustól független tényező. Feltételezhetik azt is, hogy lehet köztük orvos, ápoló vagy rendőr, akinek inkább feladata segíteni. Tarthatnak attól, hogy lehetnek olyanok, akik jobban tudnának segíteni; a rászoruló nem akarja, hogy segítsen, vagy akár támadhat is; vagy hogy majd felelősségre is vonhatják, mert nem jól segített. Ha jelen van tettes, akkor tőle is félhetnek. Emiatt hoztak több országban is jó szamaritánus törvényeket, amelyek kötelezővé teszik a segítségnyújtást, és garantálják, hogy a nem megfelelő segítség miatt nem kell büntetéstől tartani.

### What Would You Do?
A What Would You Do? John Quiñones műsora volt az ABC-n. Színészekkel játszattak el nem baleseti helyzeteket, a jelenlevők reakcióit kamerákkal figyelték. Ide tartozott csalás a Legyen ön is milliomos! műsorban, idősek kirablása, rasszizmus és homofóbia.

### Számítógép mint mediátor
Kutatások szerint a számítógépes mediáció nem küszöböli ki az effektust. Ebben a helyzetben az emberek úgy válnak jelenlevővé, hogy nem látják a segélykérőt. Két segélykérőt használtak teszteléshez: egy férfit  Jake Harmen és egy nőt Suzy Harmen néven. Az eredmények mutatták a járókelő-effektust: a segélykérő neme nem számított, de a szobában jelenlevők száma igen. A kisebb csoport tagjai gyorsabban válaszoltak. Ha egyetlen személyt szólított meg, akkor a hatás nem jelentkezett, a megszólított gyorsabban válaszolt; átlagban 36,38 másodperc múlva, míg ha nem volt megszólított, a válaszidő átlagban 51,53 másodperc volt.

### Gyerekek
A legtöbb kísérlet felnőttekkel foglalkozott, de gyerekek is kerülhetnek hasonló helyzetbe. Robert Thornberg 2007-ben hét okot sorolt fel, hogy gyerekek miért nem segítenek. Ezek: trivializálás, disszociáció, meglepődés, a munka elsőbbsége, versengő normának való megfelelés, hallghatóság modellezése és a felelősség áthárítása.
Thornberg egy másik cikke elemezte a segítségnyújtás folyamatának lépéseit is, amit a svéd iskolások között megfigyelt.
- Észrevenni, hogy valami rossz történt: a gyerekek figyelme szelektív, nem tudnak sokáig önkéntelen figyelmet fenntartani.
- Értelmezni a helyzetet, hogy segítségnyújtásra van szükség: előfordulhat, hogy a helyzet nem komoly, csak megjátszott.
- Empátia: beleélni magukat a helyzetbe, és az illető helyére
- Megfelelni az erkölcsi elvárásoknak: a jó tanuló ideálja, törődés a társakkal, nemi sztereotípiák, hierarchiától függő moralitás
- Társas helyzet és kapcsolatok: kevésbé avatkoznak be, ha nem barátjuk vagy hasonló társadalmi helyzetű gyerek van veszélyben. Ha magas társadalmi helyzetű gyerek van jelen, akkor az alacsonyabb helyzetűek kevésbé hajlamosak segíteni.
- A motiváció cselekvésre váltása: költség-nyereség mérlegelése
- Cselekvés: Az előzőek alapján kikristályosodik a döntés, amit valóra vált. Ez kevésbé egyéni, mint a különböző tényezők alapján dől el.[22]

## Az eredmények alkalmazása

### Enyhítő körülmények
Dél-Afrikában is szokás a büntetőperekben a körülmények mérlegelése, azonban nem volt definiálva, hogy mi számít enyhítő körülménynek. A bíróságok éppen ezért szociálpszichológusokat kértek fel szakértőnek. A szakértők úgy döntöttek, hogy többek között figyelembe vehető a deindividualizáció, a járókelő-effektus és a konformitás (csoportnak való megfeleltetés).
S. vs. Sibisi és társai (1989) ügyében a South African Railways and Harbours Union nyolc tagját gyanúsították azzal, hogy megöltek négy munkást, akik nem csatlakoztak a SARHWU sztrájkjához. Scott Fraser és Andrew Colman pszichológusok támogatták a védelmet a szociálpszichológia eredményeivel.  Boet Kotzé tanúsította, hogy az afrikai társadalmat a kollektív tudat jellemzi, és hogy emiatt hajlamosak inkább a csoporttal közösen, mint egyénként cselekedni. Scott Fraser és Andrew Colman szerint ehhez hozzájárult a deindividualizáció, a járókelő-effektus, a konformitás és a csoportpolarizáció is, amiket enyhítő körülményként kell figyelembe venni. A deindividualizáció miatt a résztvevők nem érzékelték, hogy továbbra is felelősek cselekedeteikért. Hivatkoztak Latané és Darley eredményeire is, hogy miért nem segített négy vádlott, amikor a másik négy megölte az áldozatokat. Ezek az érvek együttesen meggyőzték a bíróságot, így a négy tétlen vádlottat nem ítélték halálra.

### Felelősségre vonás
Több ország is felelőssé teszi a jelenlevőket, ha vészhelyzetet észlelnek. Ezeket a törvényeket mások kritizálják, mivel kriminalizálják azt a problémát, amit kezelni hivatottak.
- Kanada Quebec állama: Vészhelyzetben mindenkinek a másik segítségére kell lennie, akár személyesen, akár úgy, hogy segítséget hív; hacsak nem veszélyezteti magát vagy egy harmadik személyt, vagy pedig nincs más oka.[24]
- Brazília bünteti a segítségnyújtás elmulasztását fogyatékosokkal, sérültekkel, föld alá szorultakkal, elhagyatott gyerekekkel és életveszélyben levőkkel szemben; kivéve, ha a jelenlevő saját magát veszélyeztetné.[25]
- Németország szintén bünteti, ha valaki nem nyújt segítséget képességei szerint baleset vagy más gyakori veszély esetén, kivéve ha ezzel veszélyeztetné magát, vagy más kötelességét kell teljesítenie.[26]
- Az Amerikai Egyesült Államokban is hasonló törvény van érvényben, ami védi a jóhiszeműen cselekvő jelenlevőket.

Az Amerikai Egyesült Államokban különböző szervezetek (egyetemek,  hadsereg, és mások) nyújtanak tréninget a különböző helyzetekben való segítségnyújtáshoz, kiemelten kezelve a szexuális bántalmazást. Több intézmény is nyújt lehetőséget nemkívánatos viselkedés bejelentéséhez, mint például szervezeti ombudsmant, aki titokban tartja a bejelentő személyét.

## Megfordítása

### Önkép
Több esetben is azt várnánk el, hogy mivel mindenki jónak látja magát, ezért ennek fenntartása érdekében is segíteniük kell. Ha mások is jelen vannak, akkor ahhoz, hogy mások is jónak lássák, segítenie kell. Ez azonban csak akkor érvényesül, ha ismerik őt, idegenekkel szemben nem. Ekkor lehet választani azt a lehetőséget is, hogy az ember elrejtőzik a névtelen tömegben. Dr. van Bommel szerint a névtelenség kiküszöbölése növelné a segítőkészséget.

### Kísérletek
Dr. van Bommel kísérleteket szervezett elméletének alátámasztásához.  A kísérletekhez online fórumot alapított, és 86 hallgatót regisztrált a fórumra. Itt segítséget lehetett kérni különféle okokból. A bejelentkezők láthatták a velük együtt bejelentkezettek névsorát, ahol a nevek feketével vagy a figyelemfelhívás érdekében pirossal voltak írva. Emellett láthattak öt véletlenszerűen kiválasztott üzenetet is, amelyek egy-egy személyes problémát írtak le. A fekete nevű felhasználók átlagosan 2, a piros nevűek 3 választ kaptak problémájukra.
A második kísérletben 111 hallgató vett részt, hasonló berendezéssel, de a kísérlet egy pontján webkamerát is kaptak. A hallgatók nem láthatták a közvetítést, de néha felhívták arra a figyelmüket, hogy ellenőrizzék, be van-e kapcsolva a kamera. Ennek hatására a korábbi, még webkamera nélküli kísérlethez képest a válaszok korábbi átlagos 1,5 száma 3-ra nőtt.

## Fordítás
Ez a szócikk részben vagy egészben  a   Bystander effect című angol Wikipédia-szócikk fordításán alapul.  Az eredeti cikk szerkesztőit annak laptörténete sorolja fel. Ez a jelzés csupán a megfogalmazás eredetét és a szerzői jogokat jelzi, nem szolgál a cikkben szereplő információk forrásmegjelöléseként.